# 東亞佛教

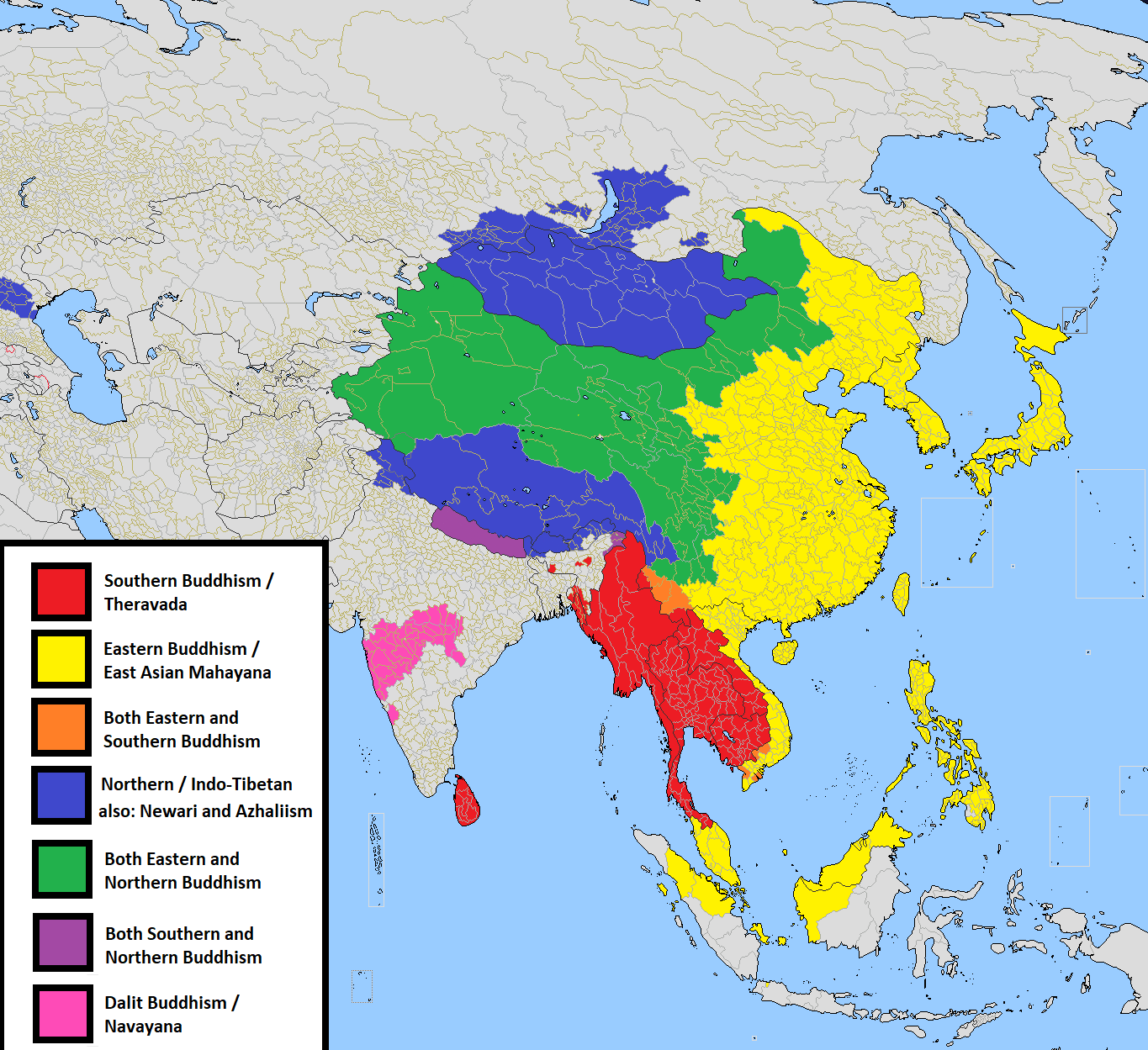
佛教主要教派分布，浅黄色地区即是东亚大乘佛教流行的地区

东亚佛教泛称发展于东亚的佛教信仰，多属汉传大乘佛教教派，以汉译经典为本，依地域又分为中国佛教、日本佛教、越南佛教和朝鲜佛教。东亚佛教在以上诸地均有重要的历史与文化地位，亦是现今较为流行的宗教之一。东亚佛教信仰亦在新加坡和大马等地的华人群体中流行。依照地理传统划分，东亚佛教是现今佛教的主要分支，信众占比逾半数。
东亚佛教之信仰传统源于汉地，可追溯至汉朝，古典印度佛教经商路传入中原，受中华文化影响发生汉化。东亚佛教内部，又产生如禅宗、净土宗、华严宗、天台宗、唐密宗等主要的宗派分支，分别对佛教经典产生独特解读。
东亚佛教除沿袭印度佛教之基本教义外，亦包含一些东亚社会的传统习俗与观念，如汉地宗法信仰和儒家倡导之孝道观念，日本與韓國將佛教與當地的神道或朝鮮巫教融合信仰等等。
东亚佛教大体遵循法藏部戒律，但也有例外，如日本一些宗派允许僧人结婚。这和明治维新期间当局废佛毁释，强迫部分宗派改变戒律的做法有关。